# Calymmaria alleni
Calymmaria alleni là một loài nhện trong họ Hahniidae.
Loài này thuộc chi Calymmaria. Calymmaria alleni được miêu tả năm 2004 bởi Heiss & Draney.